# Rozsohuvatka, Mala Vîska
Rozsohuvatka (în ucraineană Розсохуватка) este o comună în raionul Mala Vîska, regiunea Kirovohrad, Ucraina, formată numai din satul de reședință.

## Demografie
Componența lingvistică a comunei Rozsohuvatka
     Ucraineană (94,26%)
     Română (3,28%)
     Rusă (2,3%)
Conform recensământului din 2001, majoritatea populației comunei Rozsohuvatka era vorbitoare de ucraineană (94,26%), existând în minoritate și vorbitori de română (3,28%) și rusă (2,3%).